# دختر کارخانه‌ای (فیلم)
دختر کارخانه‌ای (انگلیسی: Factory Girl) یک فیلم در ژانر زندگی‌نامه‌ای و درام به کارگردانی جورج هیکنلوپر است که در سال ۲۰۰۶ منتشر شد.

## بازیگران
- سیه‌نا میلر
- گای پیرس
- هایدن کریستنسن
- جیمی فلن
- مینا سوواری
- جک هیوستون
- مریدیت اوستروم
- بت گرانت
- مری الیزابت وینستد
- ایلیانا داگلاس
- دان نوولو
- ادوارد هرمان
- جیمز ناتن
- مری کیت و اشلی اولسن
- پاتریک ویلسون
- تارا سامرز
- کالین کمپ
- جورج هیکنلوپر
- سالی کرکلند
- مری کیت اولسن
- جورجینا چپمن
- جرج پلیمپتن
- جانی ویتوورت